# Сонгино
Сонгино (монг. Сонгино) — сомон аймака Завхан в западной части Монголии. Численность населения по данным 2010 года составила 1 421 человек.
Центр сомона — усадьба Цавдан, расположенная в 232 километрах от административного центра аймака — города Улиастай и в 1375 километрах от столицы страны — Улан-Батора.

## География
Сомон расположен в западной части Монголии. Граничит с соседними сомонами Баянхайрхан, Сантмаргац, Тудэвтэй и Цэцэн-Уул, а также с соседним аймаком Увс. На территории Сонгино располагаются горы Сонгино, Ввген, Шар нуруу, Мангина, Тулээт, протекают реки Тариат, Баянгол, Урт, Зараа, Хутагтай.
Из полезных ископаемых в сомоне встречаются известняк и глина.

## Климат
Климат резко континентальный. Средняя температура января -25 градусов, июля +20 градусов. Ежегодная норма осадков — 200 мм.

## Фауна
Животный мир Сонгино представлен волками, лисами, зайцами, корсаками, аргалями, дикими козами, манулами, тарбаганами.

## Инфраструктура
В сомоне есть школа, больница, дома отдыха.